# Ponte Sunniberg
Il ponte Sunniberg è un ponte estradossato destinato al traffico stradale situato nei pressi di Klosters nel Cantone dei Grigioni in Svizzera. Considerato uno dei migliori progetti dell'ingegnere svizzero Christian Menn, nel 2001 ha ricevuto l'Outstanding Structure Award da parte della International Association for Bridge and Structural Engineering.

## Storia
Il ponte, insieme alla vicina galleria di 4,2 km che corre sotto il monte Gotschna, fa parte della circonvallazione di Klosters, un tratto della strada principale 28 realizzato tra gli anni 1990 e gli anni 2000 per ridurre il traffico a lunga percorrenza che attraversava Klosters, in particolare durante i mesi invernali. Per la stessa ragione negli anni successivi sono stati realizzati i bypass di Saas e di Küblis, allontanando il traffico veicolare dalle cittadine di Saas im Prättigau e Küblis.
La costruzione del ponte è iniziata nella primavera del 1996 e terminata nel 1998, ma è stato aperto al traffico solo nel 2005, in seguito al completamento della galleria Gotschna. L'inaugurazione ha avuto luogo il 9 dicembre 2005 alla presenza del principe Carlo d'Inghilterra, solito trascorrere nella zona le sue vacanze invernali. Durante gli anni trascorsi tra il completamento e l'inaugurazione il ponte è stato usato come strada di accesso al cantiere della galleria.
Fin dal suo completamento il ponte è diventato un punto di riferimento e una attrazione turistica per la valle del fiume Landquart e nel 2001 la struttura ha ricevuto l'Outstanding Structure Award da parte della International Association for Bridge and Structural Engineering.

## Descrizione
Il ponte Sunniberg è un ponte estradossato, che unisce cioè le caratteristiche di un ponte a trave e di un ponte strallato. Tale scelta costruttiva ha permesso di realizzare una struttura più snella rispetto ad un ponte a trave, dal momento che l'impalcato è parzialmente sorretto dagli stralli, e con piloni non molto alti rispetto al piano stradale, in quanto i cavi d'acciaio formano con l'impalcato degli angoli molto meno accentuati rispetto ad un ponte strallato tradizionale, ottenendo così un minore impatto visivo rispetto all'ambiente circostante.
La struttura è sorretta da quattro piloni in calcestruzzo armato precompresso con una forma a Y, il più alto dei quali raggiunge una altezza di 77 metri, ed è costituito da cinque campate di rispettivamente 59, 128, 140, 134 e 65 metri di lunghezza, raggiungendo una lunghezza complessiva di 526 metri. Il ponte non è rettilineo ma forma una curva con un raggio circolare di 503 metri in pianta
 
L'impalcato stradale si trova ad una altezza tra i 50 e i 62 metri rispetto al fondovalle (l'altezza maggiore si raggiunge in corrispondenza del secondo pilone partendo da nord), è largo circa 12,4 metri ed ospita due corsie per il traffico veicolare, una per senso di marcia.